# Франни (Вайоминг)
Франни (англ. Frannie) — город, расположенный в округах Биг-Хорн и Парк (штат Вайоминг, США) с населением в 209 человек по статистическим данным переписи 2000 года.

## География
По данным Бюро переписи населения США, город Франни имеет общую площадь в 1,04 квадратных километров, водных ресурсов в черте населённого пункта не имеется.
Город Франни расположен на высоте 1285 метров над уровнем моря.

## Демография
По данным переписи населения 2000 года, в городе Франни проживало 209 человек, 54 семьи, насчитывалось 74 домашних хозяйств и 85 жилых домов. Средняя плотность населения составляла около 187 человек на один квадратный километр. Расовый состав Франни по данным переписи распределился следующим образом: 93,30 % белых, 1,44 % — коренных американцев, 0,48 % — азиатов, 3,83 % — представителей смешанных рас, 0,96 % — других народностей. Испаноговорящие составили 4,31 % от всех жителей города.
Из 74 домашних хозяйств в 39,2 % — воспитывали детей в возрасте до 18 лет, 59,5 % представляли собой совместно проживающие супружеские пары, в 5,4 % семей женщины проживали без мужей, 27,0 % не имели семей. 21,6 % от общего числа семей на момент переписи жили самостоятельно, при этом 9,5 % составили одинокие пожилые люди в возрасте 65 лет и старше. Средний размер домашнего хозяйства составил 2,82 человек, а средний размер семьи — 3,35 человек.
Население города по возрастному диапазону по данным переписи 2000 года распределилось следующим образом: 33,5 % — жители младше 18 лет, 8,6 % — между 18 и 24 годами, 24,4 % — от 25 до 44 лет, 23,0 % — от 45 до 64 лет и 10,5 % — в возрасте 65 лет и старше. Средний возраст жителей составил 33 года. На каждые 100 женщин в Франни приходилось 88,3 мужчин, при этом на каждые сто женщин 18 лет и старше приходилось 95,8 мужчин также старше 18 лет.
Средний доход на одно домашнее хозяйство в городе составил 33 750 долларов США, а средний доход на одну семью — 37 500 долларов. При этом мужчины имели средний доход в 29 107 долларов США в год против 14 375 долларов среднегодового дохода у женщин. Доход на душу населения в городе составил 14 541 доллар в год. 5,8 % от всего числа семей в округе и 7,1 % от всей численности населения находилось на момент переписи населения за чертой бедности, при этом 24,1 % из них находились в возрасте 65 лет и старше.